# Тест Адлемана — Померанса — Румели
Тест Адлемана-Померанса-Румели (или Адлемана-Померанца-Румели, тест APR) — наиболее эффективный, детерминированный и безусловный на сегодняшний день тест простоты чисел, разработанный в 1983 году. Назван в честь его исследователей — Леонарда Адлемана, Карла Померанса и Роберта Румели. Алгоритм содержит арифметику в цикломатических полях.
Впоследствии алгоритм был улучшен Генри Коэном и Хендриком Ленстрой до APR-CL, время работы которого для любого числа {\displaystyle n} можно вычислить как {\displaystyle O((\ln n)^{c\,\ln \,\ln \,\ln n})}, где {\displaystyle c} — некоторая вычисляемая константа.

## История
До 1980 года у всех известных алгоритмов проверки на простоту, за исключением вероятностных и недоказанных, временная сложность алгоритма была экспоненциальной. Однако в 1983 г. был разработан алгоритм, лежащий вблизи P-класса. Строго говоря, алгоритм не относится к этому классу, однако медленно растущая сложность {\displaystyle O((\ln n)^{c\,\ln \,\ln \,\ln n})} позволяет практическое использование алгоритма.
К примеру, для числа {\displaystyle n} — гуголплекс, {\displaystyle \ln \ln \ln n\approx 5{,}44282}
Старая шутка гласит:
"Доказано, что {\displaystyle \log \log n} стремится к бесконечности, но никто никогда не видел, как он это делает."Иэн Стюарт

## Ключевые понятия

### Евклидово простое число
Пусть имеется некоторое конечное множество {\displaystyle {\mathcal {J}}} простых чисел. Если для некоторого простого числа {\displaystyle q} выполнены следующие условия:
1. {\displaystyle q-1} — свободное от квадратов число
2. все простые делители {\displaystyle q-1} принадлежат множеству {\displaystyle {\mathcal {J}}}

тогда {\displaystyle q} называется евклидовым простым числом относительно множества {\displaystyle {\mathcal {J}}}.

### Набор «начальных» простых чисел
Для заданного числа {\displaystyle n} построим множество {\displaystyle {\mathcal {J}}={\mathcal {J}}(n)} такое, что произведение всех евклидовых простых чисел относительно этого множества будет больше {\displaystyle {\sqrt {n}}}. Выберем наименьшее возможное {\displaystyle {\mathcal {J}}(n)}.
Элементы {\displaystyle p} из этого множества назовем набором «начальных» простых чисел.

### Indq(x)
Введем некоторое число {\displaystyle Ind_{q}=Ind_{q}(x)}. Пусть {\displaystyle t_{q}} — его первообразный корень. Тогда должно выполняться следующее условие:
{\displaystyle x\equiv {t_{q}}^{Ind_{q}(x)}\mod q},
где {\displaystyle (x,q)=1}.
Замечание: В качестве {\displaystyle Ind_{q}(x)} выбираем наименьшее неотрицательное число.

### Сумма Якоби
Суммой Якоби называют сумму следующего вида:
{\displaystyle J_{a,b}={\sum }{\left({\frac {x}{\mathfrak {L}}}\right)}_{p}^{-a}{\left({\frac {1-x}{\mathfrak {L}}}\right)}_{p}^{-b}},
где суммирование идет по всем наборам классов смежности для {\displaystyle x} в {\displaystyle \mathbf {Z} [\zeta _{q}]/{\mathfrak {L}}}, кроме тех, что равны {\displaystyle 0,1\mod {\mathfrak {L}}}.

## Ключевые леммы
Основные леммы, используемые при доказательстве корректности алгоритма:
Простые идеалы из {\displaystyle \mathbf {Z} [\zeta _{q}]}, лежащие над главным идеалом {\displaystyle (q)} это:
Пусть {\displaystyle n\geq 2} и имеет порядок {\displaystyle f} в группе {\displaystyle (\mathbf {Z} /p)^{*}}. Возьмем {\displaystyle g=(p-1)/f}. Так же
{\displaystyle \Phi _{p}(x)\equiv \prod _{i=1}^{g}h_{i}(x)\mod n~,}
где {\displaystyle h_{i}(x)} — многочлен в {\displaystyle \mathbf {Z} [x]} для каждого {\displaystyle f}. Будем считать, что идеалы {\displaystyle {\mathfrak {A}}_{i}=(n,h_{i}(\zeta _{q}))~.}
Если {\displaystyle r} является простым делителем {\displaystyle n}, тогда в {\displaystyle \mathbf {Z} [\zeta _{q}]}:
{\displaystyle (r)=\prod _{i=1}^{g}(r,{\mathfrak {A}}_{i})~,}
Возьмем {\displaystyle p>2} и элементы {\displaystyle \alpha ,~\gamma \in \mathbf {Q} (\zeta _{q})} взаимно простые с {\displaystyle \lambda } и относительно друг друга.
{\displaystyle \left({\frac {\alpha }{\gamma }}\right)_{p}=~\left({\frac {\gamma }{\alpha }}\right)_{p}(\alpha ,\gamma )_{\lambda }~.}
{\displaystyle (\cdot ,\cdot )_{\lambda }} — символ Гильберта.
Выберем {\displaystyle a,~b\in \mathbf {Z} } такие, что {\displaystyle ab(a+b)\not \equiv 0\mod p}. Для {\displaystyle u\in \mathbf {Z} } положим:
{\displaystyle \theta _{a,b}(u)=\left[{\frac {a+b}{p}}{u}\right]-\left[{\frac {a}{p}}{u}\right]-\left[{\frac {b}{p}}{u}\right],}
то есть {\displaystyle \theta _{a,b}(u)=0} или {\displaystyle 1}.
Для всех {\displaystyle a,~b\in \mathbf {Z} :}
Если {\displaystyle p>2}, то существуют такие {\displaystyle a,b\in \mathbf {Z} ~,} что {\displaystyle ab(a+b)\not \equiv 0\mod p} и
Пусть {\displaystyle {\mathfrak {A}}~,~{\mathfrak {A}}_{1}} — идеалы в {\displaystyle \mathbf {Z} [\zeta _{q}]} такие, что {\displaystyle p\nmid N{\mathfrak {A}}=N{\mathfrak {A}}_{1}} и пусть {\displaystyle {\mathfrak {R}}~,~{\mathfrak {R}}_{1}} сопряженные простые идеалы, делящие {\displaystyle {\mathfrak {A}}~,~{\mathfrak {A}}_{1}} соответственно. Пускай существует такое {\displaystyle \gamma \in \mathbf {Z} [\zeta _{q}]~,} что
{\displaystyle \left\langle {\frac {\gamma }{\mathfrak {A}}}\right\rangle _{p}\neq 0,\neq 1}. Тогда для любого {\displaystyle \alpha _{1}\in \mathbf {Z} [\zeta _{q}]} выполняется:
{\displaystyle {\left\langle {\frac {\gamma }{\mathfrak {A}}}\right\rangle }_{p}^{m}={\left\langle {\frac {\alpha _{1}}{{\mathfrak {A}}_{1}}}\right\rangle _{p}}}
и следовательно
{\displaystyle {\left\langle {\frac {\gamma }{\mathfrak {R}}}\right\rangle }_{p}^{m}={\left\langle {\frac {\alpha _{1}}{{\mathfrak {R}}_{1}}}\right\rangle _{p}}~.}

## Идея алгоритма
Если {\displaystyle n} является составным числом, то оно имеет некий делитель {\displaystyle r}. Для проверки на простоту ищем это {\displaystyle r\neq 1~,r\neq n}.
Если нам известны значения {\displaystyle Ind_{q}(r)\mod p} для каждой пары {\displaystyle p,q}, то по китайской теореме об остатках мы можем найти {\displaystyle r}. Каждая пара {\displaystyle p,q} выбирается следующим образом: {\displaystyle p\in {\mathcal {J}}(n)}, а {\displaystyle q} — простое евклидово число относительно {\displaystyle {\mathcal {J}}(n)} такое, что {\displaystyle p|q-1~.}
В алгоритме перебираются все возможные значения {\displaystyle Ind_{q}(r)\mod p} для всех {\displaystyle q}, исходя из того, что известно только одно {\displaystyle q~.}

## Алгоритм
Ввод: целое число n > 1.

#### A.Шаг подготовки
1. Вычисляем наименьшее положительное число {\displaystyle f(n)} свободное от квадратов, такое что: {\displaystyle \prod _{q-1|f(n)}^{q~prime}q>{\sqrt {n}}}.
Определим множество «начальных» простых чисел, являющиеся делителями {\displaystyle f(n)}. Назовем {\displaystyle q} евклидовым простым числом, если {\displaystyle q} простое и {\displaystyle q-1|f(n)}
2. Проверим — делится ли {\displaystyle n} на любое «начальное» или евклидово простое число. Если делитель найдется, причем не равный {\displaystyle n}, то объявляем {\displaystyle n} составным и прерываем алгоритм. Иначе вычислим наименьший положительный первообразный корень {\displaystyle t_{q}} для каждого евклидового простого числа {\displaystyle q}.
3. Для каждого «начального» простого числа {\displaystyle p>2} найдем числа {\displaystyle a,~b} такие, что:
{\displaystyle 0<a,b<p},
{\displaystyle a+b\equiv 0~mod~p},
{\displaystyle {\hat {\theta }}_{a,b}=\sum _{u=1}^{p-1}\theta _{a,b}(u)\cdot u^{-1}\equiv 0~\mod ~p~.}
Для {\displaystyle p=2} примем {\displaystyle a=b={\hat {\theta }}_{a,b}=1}.
4. Для каждого «начального» и евклидового простых чисел, таких что {\displaystyle {p|q-1}} зафиксируем простой идеал:
{\displaystyle {\mathfrak {L}}_{q}=(q,\zeta _{q}-t_{q}^{(q-1)/p})},
где {\displaystyle q} принадлежит {\displaystyle {\mathsf {Z}}[\zeta _{q}]},а {\displaystyle {\zeta _{q}}=e^{2\pi i/p}} — корень из единицы.
Вычислим сумму Якоби {\displaystyle J_{p}(q)\in \mathbf {Q} (\zeta _{q})~:}
если {\displaystyle p=2:~J_{p}(q)=-q},
если {\displaystyle p>2:~J_{p}(q)=-J_{a,b}({\mathfrak {L}}_{q})=-\sum _{x=2}^{q-1}{\left({\frac {x}{{\mathfrak {L}}_{q}}}\right)}_{p}^{-a}{\left({\frac {1-x}{{\mathfrak {L}}_{q}}}\right)}_{p}^{-b}.}

#### B.Шаг вычислений
1. Для каждого «начального» простого числа {\displaystyle p} найдем НОД в {\displaystyle \mathbf {Q} (\zeta _{q})} для {\displaystyle n} и набора {\displaystyle \sigma J_{p}(q)}, где {\displaystyle q} пробегает все значения евклидовых простых чисел, причем {\displaystyle p|q-1}, а {\displaystyle \sigma } пробегает по всем значениям из Gal{\displaystyle (\mathbf {Q} (\zeta _{q})/\mathbf {Q} )}. Тогда либо выносим решение о том, что {\displaystyle n} составное, либо строим надлежащий идеал {\displaystyle {\mathfrak {A}}} в кольце {\displaystyle \mathbf {Z} [\zeta _{q}]}, а также находим числа {\displaystyle s} и {\displaystyle j(\sigma ,q)}, {\displaystyle 1\leq j(\sigma ,q)\leq p} такие, что:
{\displaystyle (\sigma J_{p}(q))^{(n^{f}-1)/{p^{s}}}\equiv {\zeta _{q}}^{j(\sigma ,q)}~\mod ~{\mathfrak {A}}},
{\displaystyle p\nmid {(n^{f}-1)/{p^{s}}}} или некоторое из {\displaystyle {\zeta _{q}}^{j(\sigma ,q)}\neq 1}, где {\displaystyle f=n~\mod ~p~.}
2. Для каждого «начального» простого числа {\displaystyle p} сделаем следующее: если для некоторого {\displaystyle j(\sigma _{0},q_{0})\neq p}, тогда возьмем {\displaystyle \gamma =\sigma _{0}J_{p}(q_{0})}. В этом ключе построим числа {\displaystyle m(\sigma ,q)} для всех {\displaystyle \sigma ,q}, {\displaystyle 0\leq m(\sigma ,q)\leq p-1} и такие, что:
{\displaystyle (\gamma ^{(n^{f}-1)/{p^{s}}})^{m(\sigma ,q)}\equiv (\sigma J_{p}(q))^{(n^{f}-1)/{p^{s}}}\mod ~{\mathfrak {A}}.}
Если же для всех {\displaystyle j(\sigma ,q)~=~p}, примем {\displaystyle m(\sigma ,q)~=~0}.

#### C.Шаг объединения результатов
Проделаем шаги 1-4 для всех натуральных {\displaystyle k~,1\leq k\leq f(n).}
1. Для каждого {\displaystyle q>2} вычислим по китайской теореме об остатках вычислим числа {\displaystyle I(k,q)}:
{\displaystyle I(k,q)=k{{\hat {\theta }}_{a,b}}^{-1}\sum _{j=1}^{p-1}j\cdot m({\sigma _{j}}^{-1},q)\mod p~,}
при всевозможных {\displaystyle p}, что {\displaystyle p|q-1}. Так же положим, что {\displaystyle I(k,2)=1~.}
2. Для каждого {\displaystyle q} посчитаем наименьшее целое, положительное число {\displaystyle r(k,q)\equiv {t_{q}}^{I(k,q)}\mod q.}
3. Используя Китайскую теорему об остатках, вычислим наименьшее положительное число {\displaystyle r(k)} такое, что {\displaystyle r(k)\equiv r(k,q)\mod q} для каждого {\displaystyle q~.}
4. Если {\displaystyle r(k)\neq 1~,~r(k)\neq n~,r(k)|n}, тогда объявляем {\displaystyle n} составным. Иначе переходим к следующему {\displaystyle k~.}
5. Объявляем {\displaystyle n} простым.

## Оценка сложности
Оценка времени выполнения алгоритма вытекает из следующих теорем:
Для значений {\displaystyle n>1} вышеупомянутый алгоритм правильно определяет будет ли {\displaystyle n} простым или составным за время {\displaystyle T(n)}. И справедливы следующие оценки:
{\displaystyle f(n)\leq T(n)~,} для простых {\displaystyle n~,}
Существуют такие положительные, вычисляемые константы {\displaystyle c_{2},~c_{3}}, что для всех {\displaystyle n>100~:}

## Программная реализация
- В UBASIC[англ.] приведена реализация алгоритма под именем APRT-CLE (APR Test CL extended)
- factoring applet использует алгоритм APR-CL с определёнными условиями
- Pari/GP условное использование APR-CL в реализации isprime().
- mpz_aprcl реализация с открытым исходным кодом. Использует C + GMP.

## Список литературы
- Иэн Стюарт. Величайшие математические задачи. — М.: Альпина нон-фикшн, 2015. — 460 с. — ISBN 978-5-91671-318-3.
- Leonard M. Adleman, Carl Pomerance and Robert S. Rumely.  (англ.) = On distinguishing prime numbers from composite numbers. — 1983. — P. 7—25.